# Robert Gibson
För den amerikanske astronauten med samma namn, se Robert L. Gibson.
Robert Gibson, född 2 februari 1986 i Kingston, Ontario, Kanada, är en kanadensisk roddare.
Han tog OS-silver i åtta med styrman i samband med de olympiska roddtävlingarna 2012 i London.